# Маммиллярия удлинённая
Маммиллярия удлинённая (лат. Mammilaria elongata) — кактус из рода Маммиллярия.

## Описание
Стебель ветвящийся, удлинённо-цилиндрический, до 3 см в диаметре и до 15 см длиной. Цветовая вариативность касается всего растения. Сосочки цилиндрические, мягкие.
Аксиллы голые или почти голые. Из ареол растут радиальные игольчатые колючки, изменяющиеся в числе, обычно их бывает 14—25, длиной 4—9 мм. Центральные колючки обычно отсутствуют, иногда их бывает две. Известны экземпляры данного вида с тёмно-коричневыми колючками, хотя обычные растения имеют соломенно-жёлтый цвет длиной до 10—15 мм.
Цветки бледно-жёлтые, 15 мм в поперечнике и собраны вокруг верхушки растения. Плоды розовые, постепенно становящиеся красными. Семена коричневые.

## Распространение
Произрастает на скалах в мексиканских штатах Идальго, Гуанахуато, Керетаро, где образует густые висячие куртинки.

## Разведение в комнатной культуре
Благодаря разнообразной селекции этот вид стал весьма распространённым. Он выращивается в садовых центрах как культурное растение. Один из самых популярных видов в комнатном цветоводстве. Вариабельный, имеет более 10 разновидностей.

## Синонимы
- Mammillaria echinaria A. P. de Candolle 1828
- Mammillaria elongata var. intertexta (A. P. de Candolle) Salm-Dyck 1850
- Mammillaria elongata var. subcrocea (A. P. de Candolle) Salm-Dyck 1850
- Mammillaria elongata var. tenuis (A. P. de Candolle) K.Schum. 1898
- Mammillaria elongata var. rufocrocea (A. P. de Candolle) K.Schum. 1898
- Mammillaria elongata var. stella-aurata (Mart.) K.Schum. 1898
- Chilita elongata (A. P. de Candolle) Orcutt 1926
- Chilita echinaria (A. P. de Candolle) Orcutt 1926
- Mammillaria elongata var. minima Schelle 1926
- Mammillaria elongata var. schmollii Borg 1937
- Mammillaria elongata var. viperina Backeb. 1945
- Mammillaria elongata var. viperina K.Brandegee 1951
- Leptocladodia elongata (A. P. de Candolle) Buxbaum 1960
- Mammillaria elongata var. echinaria (A. P. de Candolle) Backeb. 1961
- Mammillaria elongata var. densa (K.Schum.) Byles & G. D. Rowley 1961
- Mammillaria elongata var. echinata (A. P. de Candolle) Backeb. 1961
- Mammillaria elongata subsp. echinaria (A. P. de Candolle) D. R. Hunt 1997
- Mammillaria elongata var. straminea Hort.
- Mammillaria elongata var. echinata K.Schum. ndat